# Bunny
『Bunny』（バニー）は、ゆいかおりの2枚目のオリジナルアルバム。2013年10月23日にキングレコードから発売された。

## リリース
ゆいかおりのアルバムとしては前作『Puppy』から約2年ぶりのリリースで、タイトルの『Bunny』は、「駆け上がる」意味を込めたという。今作と同時に、前作『Puppy』のSPECIAL EDITIONも発売された。
販売形態はCD+BD盤（KIZC-219/20）、CD+DVD盤（KIZC-221/22）、通常盤（KICS-1981）の3種リリースで、CD+BD盤とCD+DVD盤には「Jumpin' Bunny Flash!!」、「君のYELL」、「ウェィカッ!!」、「Shiny Blue」のPVおよび「Jumpin' Bunny Flash!!」のメイキングを収録したBlu-ray DiscおよびDVDが同梱されている。

## 音楽性
2曲目「君が世界で世界は君で」は、小倉唯曰く「私や君が動き出すきっかけを作ることで世界を回そう」というメッセージが込められた切ない曲。曲中には「ハーイ!」という掛け声が含まれているが、石原夏織はこれに関して面白かったこともあってか先に収録された小倉と同等のテンションで歌ったという。
4曲目「Blitzallies」は、パキパキした、アクセントのあるかっこいい曲に仕上がっている。そのため歌詞にも一部英語を連続で散りばめているという。
8曲目「翼になるよ」は、男の子の目線で歌った曲で、サビではユニット史上初となる高音域に挑戦している。レコーディング時はディレクターからは「大空を意識したイメージ」で望むようアドバイスされたという。また小倉はファンから見たゆいかおりをイメージしつつ歌ったことを明かしている。
9曲目「marble」は、永遠の絆を歌った曲で、歌詞には小倉と石原の絆が再認識されているという。
11曲目「Jumpin' Bunny Flash!!」は、バンドサウンド調の疾走感のある曲で、ゆいかおりらしさも反映されているという。ちなみにPVはタキシード姿のウサギやクマのぬいぐるみが登場するなどかわいらしい内容になっている。ちなみに撮影は猛暑であるにもかかわらずエアコンオフという過酷な中で行われた。
12曲目「星降る夜のハッピーリンク」は、タイトル通り、星をイメージしたキラキラした曲で、歌詞には人の暖かさが表現されているという。

## 収録内容
CD
1. ウェィカッ!! [4:27][1]
  - 作詞・作曲・編曲：前山田健一
  - テレビ東京『アニソンぷらす』2012年10月オープニングテーマ
2. 君が世界で世界は君で [4:05][1]
  - 作詞：畑亜貴、作曲・編曲：前山田健一
3. 圧倒的な GO!! [3:48][1]
  - 作詞：IkaZ、作曲・編曲：OTOKAM
  - PS3用ソフト『圧倒的遊戯 ムゲンソウルズ』主題歌
4. Blitzallies [4:01][1]
  - 作詞：只野菜摘、作曲・編曲：宮崎誠
5. in Wonderful Wonder [4:23][1]
  - 歌：小倉唯、作詞：大森祥子、作曲・編曲：大久保薫
6. Sunny Ray Beam!! [4:12][1]
  - 歌：石原夏織、作詞：hotaru、作曲・編曲：菊田大介
7. Shiny Blue [3:58][1]
  - 作詞・作曲・編曲：sino
  - PS Vita用ソフト『〜聖魔導物語〜』オープニングテーマ
8. 翼になるよ [4:44][1]
  - 作詞：こだまさおり、作曲：俊龍、編曲：Sizuk
9. marble [5:00][1]
  - 作詞：こだまさおり、作曲・編曲：山崎寛子
10. 君のYELL [4:44][1]
  - 作詞・作曲・編曲：中山真斗
11. Jumpin' Bunny Flash!! [5:10][1]
  - 作詞：こだまさおり、作曲・編曲：河田貴央
12. 星降る夜のハッピーリンク [4:27][1]
  - 作詞：松井五郎、作曲・編曲：森慎太郎

Blu-ray（CD+BD盤のみ）・DVD（CD+DVD盤のみ）
1. Jumpin' Bunny Flash!!（MUSIC VIDEO）
2. 君のYELL（MUSIC VIDEO）
3. ウェィカッ!!（MUSIC VIDEO）
4. Shiny Blue（MUSIC VIDEO）
5. Jumpin' Bunny Flash!!（MAKING）

## チャート
| チャート（2013年）         | 最高位 |
| -------------------------- | ------ |
| オリコン                   | 15     |
| Billboard JAPAN Top Albums | 13     |
| サウンドスキャンジャパン   | 17     |